# Mussel Point
Mussel Point, también conocido como Mike Taylor's Midden (MTM), es posiblemente el más grande de los 13  megamiddens que se encuentran a lo largo de la costa oeste de Sudáfrica. MTM es el único sitio abierto con restos del período temprano de la alfarería (3000 y 2000 años antes del presente) en las áreas de Elands Bay y Lamberts Bay.
Son pocos los acúmulos de conchas encontrados a lo largo de la costa oeste de Sudáfrica que sean tan grandes y profundos como Mussel Point. Estos sitios muy grandes, llamados "megamiddens", son la expresión de soluciones sociales y económicas (de subsistencia) únicas a los desafíos ambientales y demográficos que enfrentaron los cazadores-recolectores precoloniales entre 3000 y 2000 años antes del presente (BP). MTM es de al menos 350 metros (382,8 yd) largo y 200 metros (218,7 yd) ancho y tiene una profundidad que varía entre 1 a 1,5 metros (39,4 a 59,1 plg). Data de entre 980 y 2800 AP, sin embargo, gran parte de esta secuencia ocupacional data de entre 2100 y 2500 AP. Por esta razón, MTM es singular entre los megamiddens ya que ofrece la mejor resolución cronológica (mayor volumen por tiempo más corto) para la última parte de este período único de la historia precolonial de Sudáfrica.

## Megamiddens
Megamiddens son grandes basureros de conchas que se encuentran a lo largo de la costa de la costa oeste y consisten en grandes montículos de conchas (principalmente de mejillones, junto con percebes, buccinos, lapas, tortugas y huesos de peces y aves). Los megamiddens se crearon durante un período de 1.200 años, entre 3.000 y 1.800 años atrás. Los basurales se han estudiado extensamente desde la década de 1970, particularmente por arqueólogos.
Se ha desarrollado un importante debate entre los estudiosos sobre el propósito de los basurales y la historia de las personas que vivieron en la costa oeste de Sudáfrica durante la Edad de Piedra tardía.

## Sitio patrimonial provincial
En abril de 2009, la autoridad provincial de recursos patrimoniales, Patrimonio Western Cape, declaró a Mussel Point como un sitio de patrimonio provincial en los términos de la Sección 27 de la Ley de Recursos del Patrimonio Nacional. Esto le da al sitio el estatus de Grado II y le brinda protección bajo la ley de patrimonio de Sudáfrica.